# Driebergen-Rijsenburg
Driebergen-Rijsenburg est un village situé dans la commune néerlandaise d'Utrechtse Heuvelrug, dans la province d'Utrecht. Le 1er janvier 2008, le village comptait 18 490 habitants.

## Histoire
Le 1er mai 1931, les communes de Driebergen et de Rijsenburg, dont les agglomérations s'étaient déjà jointes, fusionnèrent pour former la commune de Driebergen-Rijsenburg. Depuis, les deux villages se sont complètement intégrés et ne forment plus qu'un seul village.
La commune de Driebergen-Rijsenburg a été indépendante jusqu'au 1er janvier 2006. À cette date, elle fusionna avec les communes de Doorn, Leersum, Maarn et Amerongen pour former la nouvelle commune d'Utrechtse Heuvelrug.